# محمد عباس (بازیکن فوتبال)
محمد عباس (عربی: محمد عباس البلوشي؛ زادهٔ ۳۰ سپتامبر ۲۰۰۲) بازیکن فوتبال است.
وی همچنین در تیم ملی فوتبال امارات متحده عربی بازی کرده‌است.